# Raimondo di Sangro
Raimondo di Sangro, Príncipe de Sansevero (30 de janeiro de 1710 - 22 março de 1771) foi um italiano nobre, inventor, soldado, escritor, cientista, alquimista e maçom, porém mais conhecido pela reconstrução da Capela de Sansevero, em Nápoles.

## Início da vida
O sétimo príncipe de Sansevero nasceu em Torremaggiore de uma família nobre. Seu pai era Antonio Sansevero, Duque de Torremaggiore, e a mãe foi Cecilia Gaetani dell'Aquila d'Aragona, que morreu logo após seu nascimento. A partir da idade de dez anos, ele foi educado no colégio dos jesuítas em Roma.

## Carreira
Em 1730, com a idade de 20 anos, ele voltou para Nápoles, tornando-se amigo de Carlos III, que se tornou rei de Nápoles em 1734 e para quem ele inventou uma capa impermeável.
Em 1744 distinguiu-se à frente de um regimento durante a Batalha de Velletri, na guerra entre os Habsburgos e os Bourbons . No comando dos militares, ele construiu um canhão de materiais leves, cuja tecnologia era avançada para seu tempo, e escreveu um tratado militar sobre o emprego de infantaria (Manual de exercícios militares para a infantaria ) pelo qual foi elogiado por Frederico II da Prússia.
Seus interesses reais, no entanto, foram os estudos de alquimia, mecânica e as ciências em geral. Entre suas invenções destacam-se:
- Um dispositivo hidráulico que poderia bombear água a qualquer altura.
- Uma "chama eterna", usando compostos químicos de sua própria invenção.[2]
- Uma carruagem com "cavalos" de madeira e cortiça que, impulsionada por um sistema engenhoso de rodas de pedal, podiam viajar em terra e água.[3][4]
- Fogos de artifício coloridos
- Uma prensa que podia imprimir cores diferentes em uma única impressão.[5]

## Publicações
O príncipe falou várias línguas européias, bem como Árabe e Hebraico. Depois de retornar a Nápoles, ele criou uma prensa no porão de sua casa, onde imprimiu suas próprias obras e as de outros, algumas das quais traduzidas por ele próprio. Como algumas das obras foram censurados pelas autoridades eclesiásticas, ele também escreveu anonimamente. Algumas de suas publicações foram claramente influenciadas pela Maçonaria, mantendo contato com outros aprendizes, como o escocês Andrew Michael Ramsay, cujas "Viagens de Cyrus" ele traduziu e publicou, e o poeta inglês Alexander Pope, de quem traduziu e publicou "Rápido das Madeixas" (embora, devido às condenações dos jesuítas, ele teve que negar). Era o chefe do alojamento maçônico napolitano até que ele foi excomungado pela Igreja, fazendo um inimigo do cardeal napolitano Giuseppe Spinelli. A excomunhão foi posteriormente revogada pelo Papa Bento XIV, provavelmente devido à influência da família di Sangro.
Enquanto em Nápoles, forjou uma amizade com Fortunato-Bartolommeo de Félice, 2º conde de Panzutti, que havia sido nomeado presidente de física e matemática experimental da Universidade de Nápoles porCelestino Galiani e, mais tarde, em 1762, criou famosa publicação em Yverdon. Juntos, o príncipe e o conde traduziram as obras do físico John Arbuthnot do latim.

## Rumores
Muitas lendas surgiram em torno de suas atividades alquímicas: que ele poderia criar sangue a partir do nada, que ele poderia replicar a liquefação de sangue de San Gennaro, que ele tinha pessoas mortas para que ele pudesse usar seus ossos e pele para experimentar. Conta-se que a Capela de Sansevero teria sido construída de um antigo templo de Isis e que di Sangro teria sido rosacruciano. Para justificar isso, os locais apontavam para uma enorme Estátua do Deus do Nilo, localizada ao virar da esquina de sua casa.
Para aumentar a sensação de medo, a casa familiar de Sangro em Nápoles, o Palácio Sansevero, foi cenário de um assassinato brutal no final do século XVI, quando o compositor Carlo Gesualdo pegou sua esposa e seu amante em flagrante delito e os assassinou na cama.

## Vida posterior
Os últimos anos de sua vida foram dedicados a decorar a Capela de Sansevero com obras de mármore dos maiores artistas da época, incluindo Antonio Corradini, Francesco Queirolo e Giuseppe Sanmartino, bem como preparar modelos anatômicos. Dois modelos, conhecidos como máquinas anatômicas, ainda estão em exibição na Capela, e deram origem a lendas sobre como foram construídas (mesmo hoje o método exato não é conhecido). Até recentemente, muitos napolitanos acreditavam que os modelos eram de seu servo e uma mulher grávida, em cujas veias uma substância artificial foi injetada sob pressão, mas as últimas pesquisas mostraram que os modelos são artificiais.
Ele destruiu seu próprio arquivo científico antes de morrer. Após sua morte, seus descendentes, sob ameaça de excomunhão pela Igreja devido ao envolvimento de Sangro com a Maçonaria e alquimia, destruíram o que restavam de seus escritos, fórmulas, equipamentos de laboratório e resultados de experimentos.

## Morte
Raimondo di Sansevero morreu em Nápoles em 1771, sendo sua morte apressada pelo uso contínuo de produtos químicos perigosos em suas experiências e invenções. Em 1794, o naturalista sueco Carl Peter Thunberg nomeou o gênero da planta ´´Sansevieria’’ em sua homenagem.